# Tom Pettitt
Tom Pettitt (ur. 19 grudnia 1859 w Beckenham, zm. 17 października 1946 w Newport) – brytyjski tenisista, mistrz świata w real tennis.
Jako nastolatek opuścił Anglię i osiadł w Bostonie. Pracował początkowo fizycznie w klubie sportowym, by wkrótce z powodzeniem spróbować swoich sił w zbliżonej do tenisa dyscyplinie real tennis (francuska nazwa jeu de paume). W wieku 17 lat został profesjonalnym zawodnikiem. Występował w USA, a także w Europie. W 1885 roku pokonał w klubie przy pałacu Hampton Court pod Londynem w walce o mistrzostwo świata obrońcę tytułu George Lamberta. Mistrzostwo zachował w 1890 roku pokonując w Dublinie Charlesa Saundersa, ale wkrótce sam zrezygnował z tytułu.
W kolejnych latach pracował jako zawodowy trener real tennis w Tennis and Racquet Club w Bostonie. W sezonach letnich udzielał lekcji zarówno real tennis, jak i tenisa w klubie w Newport. Był jednym z pierwszych zawodowych tenisistów. W 1889 roku odbył trzy pokazowe pojedynki z irlandzkim George’em Kerrem (w Bostonie, Springfield i Newport). Był jedną z legend klubu tenisowego w Newport (po zakończeniu pracy trenerskiej pracował w jego zarządzie). Inny działacz James Van Alen wspominał towarzyskie mecze Pettitta, który – pozostając sportowo poza zasięgiem rywali – potrafił wygrywać używając zamiast rakiety butelki szampana owiniętej taśmą.
W 1982 roku Tom Pettitt został wpisany do międzynarodowej tenisowej galerii sławy.